# Dissolução dupla
A dissolução dupla é um procedimento permitido pela Constituição australiana para resolver impasses no Parlamento bicameral da Austrália entre a Câmara dos Representantes (câmara baixa) e o Senado (câmara alta). A dupla dissolução é a única circunstância em que todo o Senado pode ser dissolvido.
Semelhante ao Congresso dos Estados Unidos, mas ao contrário do Parlamento britânico, as duas casas parlamentares da Austrália geralmente têm poder legislativo quase igual (o Senado pode rejeitar liminarmente, mas não pode emendar projetos de lei de apropriação (dinheiro), que devem ter origem na Câmara dos Representantes). Os governos, que são formados na Câmara dos Deputados, podem ser frustrados por um Senado determinado a rejeitar sua legislação.
Se as condições (chamadas de gatilho) forem satisfeitas, o primeiro-ministro pode aconselhar o governador-geral a dissolver as duas câmaras do Parlamento e convocar eleições completas. Se, após a eleição, a legislação que desencadeou a dupla dissolução ainda não for aprovada pelas duas casas, então uma sessão conjunta das duas casas do parlamento pode ser convocada para votar a legislação. Se a legislação for aprovada pela sessão conjunta, considera-se que passou tanto pela Câmara dos Representantes quanto pelo Senado. A sessão conjunta de 1974 continua sendo a única ocorrência na história federal australiana.
Historicamente, uma eleição de dissolução dupla tem sido convocada em vez de uma eleição antecipada, com o projeto de lei de gatilho formal não desempenhando um papel significativo durante a campanha eleitoral subsequente.
Há também disposições semelhantes de dissolução dupla na constituição do estado da Austrália do Sul.

## Base constitucional
Parte do artigo 57 da Constituição dispõe:
Se a Câmara dos Representantes aprovar qualquer proposta de lei, e o Senado rejeitar ou não aprová-la, ou aprová-la com emendas com as quais a Câmara dos Representantes não concordará, e se após um intervalo de três meses a Câmara dos Representantes, na mesma ou na próxima sessão, aprovar novamente a lei proposta com ou sem quaisquer alterações que tenham sido feitas, sugerido, ou acordado pelo Senado, e o Senado rejeita ou não aprova, ou aprova-o com emendas com as quais a Câmara dos Representantes não concordará, o Governador-Geral pode dissolver o Senado e a Câmara dos Representantes simultaneamente. Mas essa dissolução não deve ocorrer dentro de seis meses antes da data do término da Câmara dos Deputados por decurso de tempo.
A Seção 57 também prevê que, após a eleição, se o Senado rejeitar pela terceira vez o projeto de lei ou projetos de lei que foram objeto da dupla dissolução, o Governador-Geral pode convocar uma sessão conjunta das duas casas para examinar o projeto ou projetos de lei, incluindo quaisquer emendas que tenham sido previamente propostas em qualquer uma das casas, ou quaisquer novas emendas. Se um projeto de lei é aprovado por maioria absoluta do total de membros da sessão conjunta, ele é tratado como se tivesse sido aprovado separadamente por ambas as casas, e é apresentado para aprovação real. A única vez que este procedimento foi invocado foi na sessão conjunta de 1974.